# Kap Tuxen
Kap Tuxen ist ein Felsenkap an der Graham-Küste des Grahamlands auf der Antarktischen Halbinsel. Im Südwesten der Kiew-Halbinsel markiert es die südliche Begrenzung der Einfahrt zur Waddington-Bucht bzw. die östliche Begrenzung der südlichen Einfahrt zur Penola Strait.
Entdeckt und benannt wurde es im Zuge der Belgica-Expedition (1897–1899) vom Expeditionsleiter Adrien de Gerlache de Gomery. Der Benennungshintergrund bzw. der Namensgeber ist unbekannt.